# Sipo
A sipo vagy utile (Entandrophragma utile) a trópusi Afrikában honos lombos fa, az abból nyert faanyag. Kinézete, tulajdonságai és felhasználási köre a mahagónihoz hasonlók, gyakran úgy is nevezik. Barnás-vöröses színű, a tölgyekhez hasonló keménységű, jól megmunkálható faanyag.
Egyéb kereskedelmi elnevezései: utile, assié, bada, mébrou, zuiri, assi, akuk, ogipogo, ubilesan, momboyo.

## Az élő fa
Nyugat-, közép- és kelet-Afrikában, Elefántcsontpart, Ghána, Nigéria, Kamerun, Kongó, Angola, Uganda területén található a trópusi zónában a félörökzöld és lombhullató esőerdőkben különálló faként, vagy elszórtan. Magassága 40 – 50 m közötti, törzse hengeres, igen nagy támasztógyökerekkel.

## A faanyag
A szíjács 5 – 10 cm vastag, vörösesszürke – világosbarna, nem használják, a geszt vörösesbarna, sötétbarnára sötétedik. Jellemző a váltott irányú csavaros növés, emiatt a fény iránya szerint szélesebb fénycsíkokat mutat. A pórusok közepesek, szórtak, szabad szemmel a hosszmetszeten láthatók, a bélsugarak finomak, szabad szemmel csak a sugárirányú metszeten láthatók. 

## Felhasználása
SzárításLassan és alacsony hőmérsékleten jól szárítható, különben reped, vetemedik. A fűrészárut máglyában szárítják. Állóképessége jó.
MegmunkálásKorróziós problémák miatt csak 12% alatti nedvességtartalomnál célszerű feldolgozni. Általában könnyen megmunkálható, jól fűrészelhető, késelhető, hámozható. A vágóéleket mérsékelten tompítja. A váltakozó növés miatt nehezen gyalulható, faragható. Nehezen hajlítható.
RögzítésJól szögezhető, csavarozható, jól ragasztható.
FelületkezelésJól csiszolható, lakkozható, kis pórustömítést igényel. Poliészter alapú lakkok „fehér pórust” okozhatnak. Az alkalmazott anyagoktól függően foltosodás lehetséges.
TartósságKözepesen gomba- és rovarálló, nem időjárásálló.
Elsősorban furnért készítenek belőle, de szerkezeti anyagként is alkalmazzák a külső és belsőépítészetben, valamint bútornak, parkettának, lépcsőnek, ajtónak. A hajó- csónak- és járműépítésben is használják, valamint esztergályozásra, intarziakészítésre.

## Lásd még
- Sapelli
- Khaya
- Mahagóni